# The Death of Emmett Till
«The Death of Emmett Till» es una canción del músico estadounidense Bob Dylan. La canción relata el asesinato de Emmett Till, un niño afroamericano de catorce años asesinado el 28 de agosto de 1955 por dos hombres blancos. En la letra, Dylan relata el asesinato y el juicio.
Una interpretación registrada, grabada en el programa de radio Folksinger's Choice de Cynthia Gooding a comienzos de 1962, comienza con Dylan diciendo que la melodía está basada en acordes que escuchó del músico de folk Len Chandler. La melodía es similar a la de "The House of the Rising Sun" del álbum Bob Dylan. Una versión de la canción fue publicada en 1972 en el álbum Broadside Ballads, Vol. 6: Broadside Reunion, bajo el seudónimo de Blind Boy Grunt. Otra grabación, registrada como demo para la editorial M. Witmark & Sons y también pirateada, fue publicada en el recopilatorio The Bootleg Series Vol. 9: The Witmark Demos: 1962–1964 en octubre de 2010.

## Recepción
Según Glenn C. Altschuler, cuando en 1962 la canción "fue emitida en WGES, la compañía telefónica de Chicago reportó 8 394 señales de ocupado, prácticamente todas de oyentes intentando ponerse en contacto con la estación de radio". Stephen J. Whitfield definió la letra como "empalagosa" y describió la balada como "un intento precoz para continuar la tradición de la canción protesta folk".